# Jet America Airlines
Jet America Airlines — колишня комерційна авіакомпанія Сполучених Штатів зі штаб-квартирою в місті Сигнал-Хілл, штат Каліфорнія, яка працювала на ринку місцевих авіаперевезень з 1981 по 1987 роки.

## Історія
Авіакомпанія була заснована керівниками компаній AirCal і Air Florida у вересні 1980 року і почала операційну діяльність 16 листопада 1981 року з виконання регулярного рейсу з аеропорту Лонг-Біч у Міжнародний аеропорт Чикаго О'Хара. Пізніше в маршрутну мережу були додані ще п'ять регулярних рейсів в інші аеропорти. Повітряний флот Jet America Airlines складався з восьми літаків McDonnell Douglas MD-82, а влітку 1984 року поповнився ще двома лайнери Boeing 707, згодом працювали на чартерних авіарейсах.
У 1985 році Jet America Airlines підписала партнерську угоду з корпорацій Disney на перевезення пасажирів з Міжнародного аеропорту Даллас/Форт-Уерт в аеропорт Лонг-Біч в рамках святкування 30-річного ювілею компанії Діснея.
В кінці 1986 року авіакомпанія отримала дві пропозиції про придбання магістральної авіакомпанія Delta Air Lines і авіаційним холдингом Alaska Air Group, згодом зробивши вибір на користь другого речення. Після входження до складу холдингу була зроблена спроба вибудувати роботу двох перевізників Jet America Airlines і Alaska Airlines
на різних і взаємодоповнюючих маршрутних мережах, однак ця бізнес-модель була визнана занадто дорогою і 1 жовтня 1987 року Jet America Airlines повністю увійшла до складу магістральної авіакомпанії Alaska Airlines.

## Маршрутна мережа
На піку своєї діяльності маршрутна мережа авіакомпанії Jet America Airlines включала в себе регулярні рейси в 12 аеропортів США:

### США

#### Каліфорнія
- Лонг-Біч — Аеропорт Лонг-Біч
- округ Оріндж — Аеропорт імені Джона Уейна
- Окленд — Міжнародний аеропорт Окленд

#### Іллінойс
- Чикаго — Міжнародний аеропорт О'Хара

#### Міннесота
- Міннеаполіс/Сент-Пол — Міжнародний аеропорт Міннеаполіс/Сент-Пол

#### Міссурі
- Сент-Луїс — Міжнародний аеропорт Сент-Луїс/Ламберт

#### Орегон
- Портленд — Міжнародний аеропорт Портленд

#### Техас
- Даллас/Форт-Уерт — Міжнародний аеропорт Даллас/Форт-Уерт

#### Мічиган
- Детройт — Столичний аеропорт Детройт округу Уейн

#### Вашингтон
- Вашингтон (округ Колумбія) — Національний аеропорт Вашингтон імені Рональда Рейгана

#### Штат Вашингтон
- Сіетл/Tacoma — Міжнародний аеропорт Сіетл/Такома

#### Невада
- Лас-Вегас — Міжнародний аеропорт Маккаран

## Флот
Повітряний флот авіакомпанії Jet America Airlines становили десять літаків: